# Makatit
Makatit ist ein sehr selten vorkommendes Mineral aus der Mineralklasse der „Silikate und Germanate“. Es kristallisiert im monoklinen Kristallsystem mit der chemischen Zusammensetzung Na2[Si4O8(OH)2]·4H2O und ist damit chemisch gesehen ein wasserhaltiges Natrium-Silikat. Strukturell gehört es zu den Schichtsilikaten.
Makatit entwickelt nadelige bis prismatische, gestreifte Kristalle bis etwa einen Zentimeter Länge mit glasähnlichem Glanz auf den Oberflächen, die meist zu faserigen oder radialstrahligen bis sphärolithischen Mineral-Aggregaten verbunden sind. In reiner Form ist Makatit farblos und durchsichtig. Durch vielfache Lichtbrechung aufgrund der überwiegend polykristallinen Ausbildungsformen erscheint er jedoch im Allgemeinen durchscheinend weiß und zeigt einen eher seidenähnlichen Glanz oder ist matt. Sehr selten nimmt er durch Fremdbeimengungen auch eine blasse, bläulichweiße oder grünlichweiße Farbe an.

## Etymologie und Geschichte
Benannt wurde Makatit in Anlehnung an seinen Natriumgehalt nach dem Massai-Wort „emakat“ (mä’kătit), was Soda bzw. Natron bedeutet.
Erstmals entdeckt wurde das Mineral 1968 durch Richard L. Hay in Gesteinsproben, die einem Bohrkern am Magadisee entnommen wurden, der aus einer Tiefe von 94 ft (ca. 28,65 m) entnommen wurde. Der Magadisee ist ein Natronsee und liegt im östlichen Arm des Ostafrikanischen Grabens in Kenia. Wissenschaftlich beschrieben und benannt wurde Makatit 1970 durch Richard A. Sheppard, Arthur J. Gude und Richard L. Hay.
Das Typmaterial des Minerals wird im National Museum of Natural History in Washington, D.C., USA aufbewahrt (Katalog-Nr. 122170, 122171).

## Klassifikation
In der veralteten 8. Auflage der Mineralsystematik nach Strunz war der Makatit noch nicht aufgeführt.
In der zuletzt 2018 überarbeiteten Lapis-Systematik nach Stefan Weiß, die formal auf der alten Systematik von Karl Hugo Strunz in der 8. Auflage basiert, erhielt das Mineral die System- und Mineralnummer VIII/G.05-020. Dies entspricht der Klasse der „Silikate“ und dort der Abteilung „Übergangsstrukturen von Ketten- zu Schichtsilikaten“, wo Makatit zusammen mit Searlesit und Silinait eine unbenannte Gruppe mit der Systemnummer VIII/G.05 bildet.
Die von der International Mineralogical Association (IMA) zuletzt 2009 aktualisierte 9. Auflage der Strunz’schen Mineralsystematik ordnet den Makatit in die Klasse der „Silikate und Germanate“ und dort in die Abteilung „Schichtsilikate (Phyllosilikate)“ ein. Hier ist das Mineral in der Unterabteilung „Einfache tetraedrische Netze aus 6-gliedrigen Ringen, verbunden über oktaedrische Netze oder Bänder“ zu finden, wo es als einziges Mitglied eine unbenannte Gruppe mit der Systemnummer 9.EE.45 bildet.
In der vorwiegend im englischen Sprachraum gebräuchlichen Systematik der Minerale nach Dana hat Makatit die System- und Mineralnummer 74.03.05.02. Das entspricht der Klasse der „Silikate“ und dort der Abteilung „Schichtsilikate: modulierte Lagen“. Hier findet er sich innerhalb der Unterabteilung „Schichtsilikate: modulierte Lagen mit verbundenen Streifen“ in der Gruppe „Natrium-Schichtsilikate“, in der auch Natrosilit, Krauskopfit, Silinait und Searlesit eingeordnet sind.

## Kristallstruktur
Makatit kristallisiert monoklin in der Raumgruppe P21/c (Raumgruppen-Nr. 14) mit den Gitterparametern a = 7,39 Å; b = 18,09 Å; c = 9,52 Å und β = 90,6° sowie vier Formeleinheiten pro Elementarzelle.

## Eigenschaften

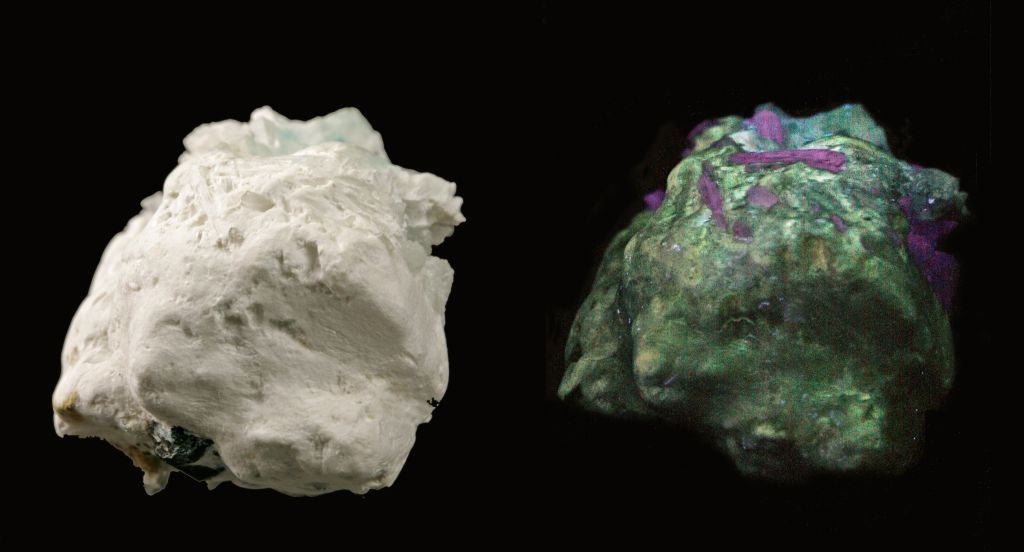
Makatit (weiß) und Pektolith (schwach bläulichweiß) im Tageslicht und unter UV-Licht

Unter UV-Licht zeigen manche Makatite eine grünlichweiße Fluoreszenz, ähnlich der von neonfarbenen Textmarkern. Makatit lässt sich damit unter anderem von dem recht ähnlich aussehenden, jedoch rot- bis blauviolett fluoreszierenden Pektolith unterscheiden.
Verwechslungsgefahr aufgrund ähnlicher Farbe und Kristallgestalt besteht zudem mit Mesolith und Natrolith, die jedoch orthorhombisch kristallisieren und keine Fluoreszenz aufweisen, sowie mit Skolezit, der allerdings gelb bis braun fluoresziert.

## Bildung und Fundorte

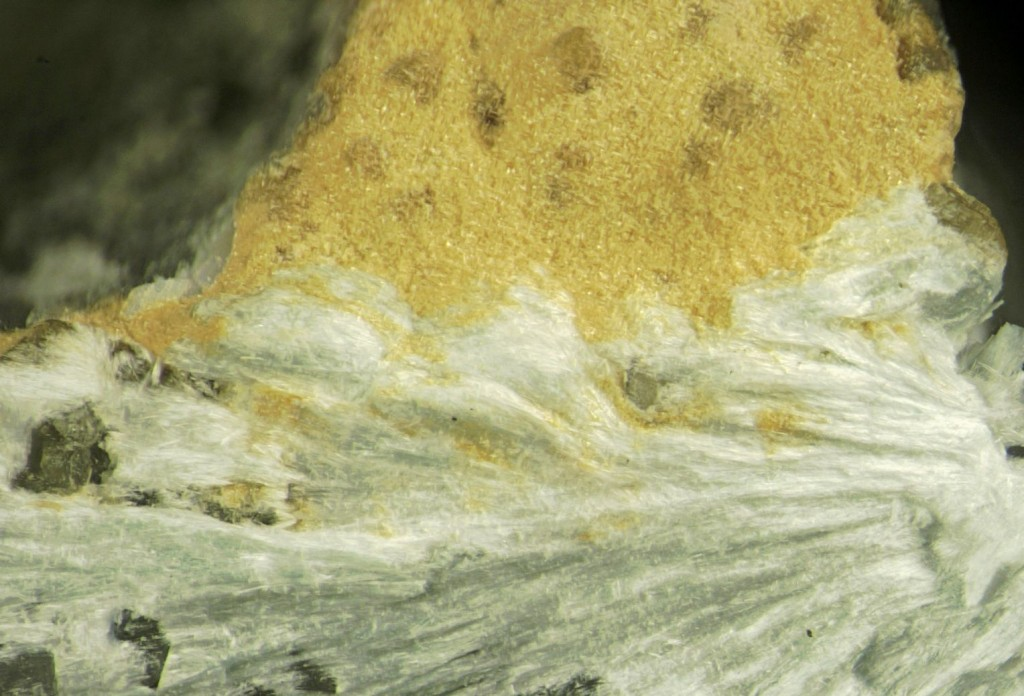
Makatit (schwach Grünlichweiß) und Zakharovit (Senfgelb) aus der Grube Demix-Varennes, Québec, Kanada (Sichtfeld ≈ 6⅔ mm × 4⅓ mm)

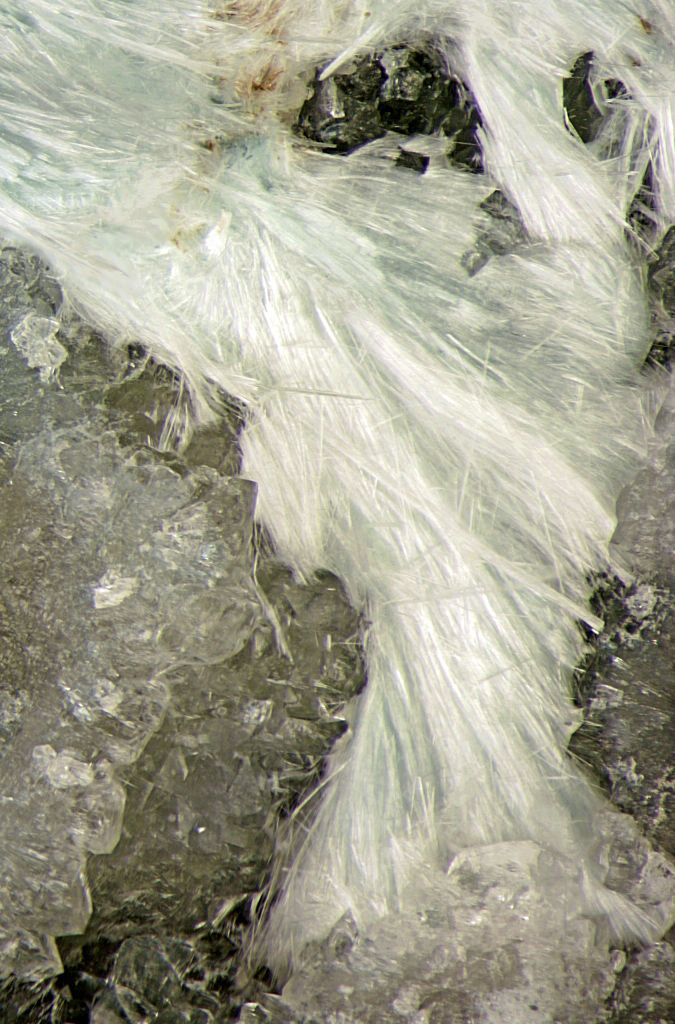
Langfaseriger, schwach bläulichweißer und seiden glänzender Makatit aus der Grube Demix-Varennes, Québec, Kanada (Sichtfeld 4,5 mm × 6,8 mm)

Makatit bildet sich durch chemische Sedimentation in Evaporiten, wo er je nach Fundort in Paragenese unter anderem mit Aegirin, Anorthoklas, Erionit, Eudialyt, Gaylussit, Lovozerit,  Magadiit, Natrolith, Shkatulkalith, Sodalith, Steenstrupin, Trona, Ussingit, Varennesit, Vuonnemit, Zakharovit auftritt.
Als sehr seltene Mineralbildung wurde Makatit nur in wenigen Proben aus weniger als 10 Fundorten bekannt. Seine Typlokalität Magadisee, an dem auch die Minerale Kenyait und Magadiit erstmals entdeckt wurden (H. P. Eugster, 1967), ist dabei der bisher einzige Fundort in Kenia.
Weitere bisher bekannte Fundorte sind die Steinbrüche Poudrette am Mont Saint-Hilaire und Demix-Varennes bei Saint-Amable (Gemeinde Marguerite-D’Youville, ehemals Lajemmerais) in der kanadischen Provinz Québec, der Höwenegg-Steinbruch bei Immendingen im deutschen Bundesland Baden-Württemberg, die bei Aris-Steinbrüche im Khomashochland von Namibia sowie der Kukiswumtschorr in den Chibinen und der Alluaiw im Lowosero-Tundra-Massiv auf der russischen Halbinsel Kola.